# Koledar Mohorjeve družbe
Koledar Mohorjeve družbe je serijska publikacija. Prvič je izšel leta 1858 za leto 1859, izdaja pa ga Mohorjeva družba.
Koledar Mohorjeve družbe je publikacija z najdaljšo tradicijo in naklado. V letu 1918 je bilo število naročnikov 90.512, v letu 1946 pa so Koledar izdali v 97.000 izvodih. Podatke o nakladi je mogoče najti v Mohorski bibliografiji avtorja Janka Modra, ki je izšla leta 1957, kasnejši koledarji pa imajo ta podatek objavljen.
S preureditvijo društva v družbo leta 1860 se je imenoval še Koledarček družbe sv. Mohora in je od takrat naprej redno izhajal. Z letom 1873 se je preimenoval v Koledar, čeprav je po obliki ostal nespremenjen.
Po letu 1883 je pridobil na obsegu. Ilustracije se prvič pojavijo leta 1885 in sicer v zaglavjih za mesece. V letu 1887 so družbeniki dobili večji format koledarja, opremljenega z ilustracijami slikarja Ivana Zeplichala. V letu 1894 je koledar prvič izšel v velikem formatu, z ilustrirano naslovno stranjo in zaglavji k mesecem.
Od leta 1911 je ilustracije risal slikar Anton Koželj. Koledar za leto 1942 je opremila Ksenija Prunk, med vojno je sodeloval tudi Stane Kregar, ki je opremljal koledarje še po vojni. Urednik Stanko Cajnkar je za posamezne koledarje naprosil različne sodelavce: Ivan Pengov (1947), Maksim Sedej (1960), Maksim Gaspari (1961), Gvido Birolla (1962), Lojze Perko (1964), Tone Bitenc (1965 in še večkrat), Valentin Scagnetti (1970). Kasneje se je začela uveljavljati tudi barvna fotografija.
V njem so že od samega začetka sodelovali uveljavljeni strokovnjaki z različnih področij (Jakob Šolar, Franc Stele, Vinko Sadar, Jože Plečnik, Anton Trstenjak idr.) ter pesniki in pisatelji: France Bevk: Preužitkar (Utopljenec) 1929, Peter Bohinjec: Na nepritrjenih mostnicah 1903, Ivo Česnik: Grogov Groga 1912,Fran Saleški Finžgar: Beli ženin 1925, Dovolj pokore 1901, Stara in nova hiša 1900, Življenje in smrt Mohorjeve knjige 1908, Fran Jaklič: Naša dekleta 1902, Josip Vošnjak: Dva soseda 1888, Obsojen 1889, Ti očeta do praga, sin tebe čez prag 1890.
Tip literature, ki se pojavlja v Koledarjih lahko poimenujemo koledarska povest in koledarska pesem. Pri tem poimenovanju ni odločilen snovni vidik, pač pa mesto objave in naslovnik.

## Zgodovinsko ozadje
Za naročnike na avstrijskem Koroškem so od 1929 do 1940 v Celju tiskali Koledar posebej kot koroško izdajo, vsebina pa je bila v glavnem ista kot za domače naročnike. Danes obstaja Mohorjeva družba v Celovcu, Celju in Gorici. Od 1947 do 1960 je celovška Mohorjeva izdajala isti koledar še za Goriško in Celjsko Mohorjevo, le del strani je bil v izdajah drugačen. Leta 1960 sta obe Družbi začeli tiskati vsaka svoj Koledar v celoti, kar nadaljujeta še zdaj.

## Vsebina
V prvem delu je objavljal skrbno urejen koledarski del z razvrstitvijo mesecev, tednov, dni, praznikov, luninih men, nedeljskih evangelijev in nebesnih znamenji za tekoče leto.
Drugi del je prinašal zanimivosti domačega in tujega sveta, članke  in poljudne razprave o življenju doma in v svetu, pesmi, prozo, strokovne članke z različnih področij: gospodarstvo, kmetijstvo, znanost, tehnika, zdravstvo. Urejen je po načelu: za vsakogar nekaj. Koledarji starejših izdaj vsebujejo tudi rodovnik cesarske rodbine, lestvice cen za koleke, tabele za obresti in seznam dosmrtnih naročnikov. Ti so ob plačilu 15 goldinarjev, do smrti prejemali Mohorjevo vsakoletno zbirko. Odbor je bralce obveščal o številu članov, morebitnih spremembah članarine, o tem, katere knjige bodo izšle v tekočem in naslednjem letu ter podobno.
Do prve svetovne vojne je bil v Koledarju objavljen tudi imenik naročnikov v celem obsegu po posameznih krajih, ki je predstavljal stalno vez med Slovenci vseh stanov in vzbujal v njih zavest rodovne skupnosti. Drugo pomembno vez je predstavljal seznam vseh sejmov v Sloveniji, razširjen od 1885 na Beneško Slovenijo, od 1896 dalje na Prekmurje in Medjimurje (Međimurje).

## Zanimivosti
Koledar za leto 1956 je bil naslovljen Koledar Družbe sv. Mohorja, naslednji za leto 1957 je bil že Koledar Mohorjeve družbe, za leto 1966 pa je izšel s sedanjim naslovom Mohorjev koledar.